# Aspidiophorus ontarionensis
Aspidiophorus ontarionensis is een buikharige uit de familie van de Chaetonotidae. De wetenschappelijke naam van de soort werd voor het eerst geldig gepubliceerd in 1990 door Schwank.